# 北日本新聞納涼花火
北日本新聞納涼花火（きたにっぽんしんぶんのうりょうはなび）は、富山県富山市及び、高岡市で毎年8月1日と8月4日に開催される花火大会である。北日本新聞社による主催事業として開催されている。

## 概要
富山会場で行われている花火大会は、1945年（昭和20年）8月の富山大空襲の犠牲者の鎮魂と戦後復興の願いを込めて、1947年（昭和22年）から毎年8月1日に開催している。

## 大会概要
- 開催日 - 富山会場：8月1日、高岡会場：8月4日
  - 2020年、2021年は両日とも新型コロナウイルス感染症の影響を受け、開催中止になった[1]。
- 会場 - 富山市ならびに高岡市
- 開催時間 - 富山会場：19:35 - 20:30、高岡会場：19:45 - 20:30
- 打ち上げ数 - 2会場合わせて約5,000発

## テレビ中継
富山会場は、ケーブルテレビ富山にて生中継されている。